# Look at Us
Look at Us, ett musikalbum av Sonny & Cher utgivet 1965. Albumet spelades in efter det stora genombrottet med singeln "I Got You Babe". Mestadels består det av covers, men några originalskrivna låtar av Sonny Bono finns med också.

## Låtlista
1. I Got You Babe  (Sonny Bono) - 3:13
2. Unchained Melody  (North/Zaret)  3:53
3. Then He Kissed Me  (Barry/Greenwich/Spector) - 2:56
4. Sing C'est la Vie  (Sonny Bono, Green, Stone - 3:41
5. It's Gonna Rain  (Sonny Bono) - 2:24
6. 500 Miles  (West) - 3:55
7. Just You  (Sonny Bono) - 3:31
8. The Letter  (Harris/Terry) - 2:09
9. Let It Be Me  (Becaud/Curtis/Delanoe)  2:33
10. You Don't Love Me  (Raye)  2:29
11. You've Really Got a Hold on Me  (Robinson) - 2:18
12. Why Don't They Let Us Fall in Love  (Barry/Greenwich/Spector) - 2:37